# Mathias Christiansen (Badminton)

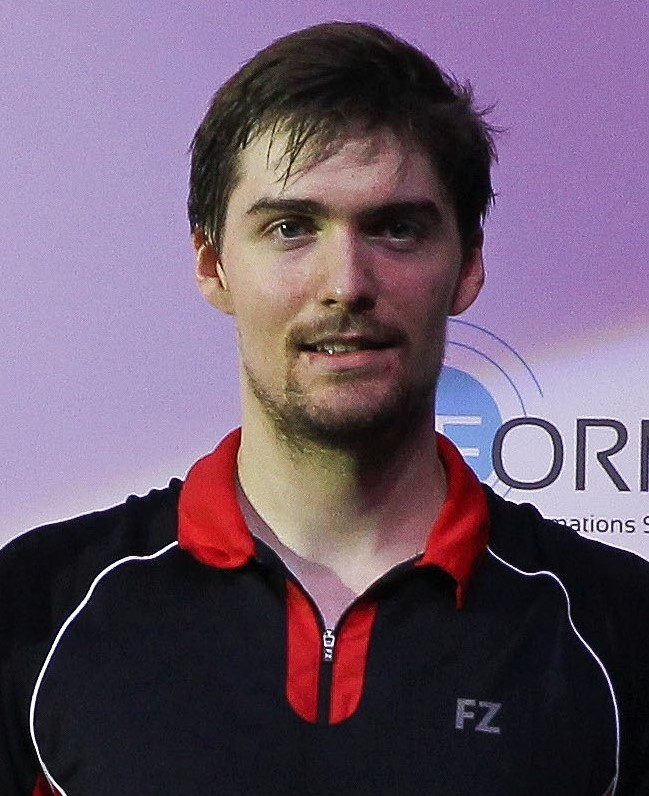
Mathias Christiansen

Mathias Christiansen (* 20. Februar 1994 in Bornholm) ist ein dänischer Badmintonspieler.

## Karriere
Mathias Christiansen wurde zu Beginn seiner Karriere in Dänemark mehrfach Juniorenmeister. Des Weiteren gewann er die Swiss Juniors 2012, den Danish Junior Cup 2012 und das Hungarian Juniors 2012. Bei den Erwachsenen wurde er bei den Denmark International 2013 Dritter. Bei der nationalen Meisterschaft 2014 gewann er Silber. Im gleichen Jahr gewann er zusammen mit David Daugaard das Herrendoppel bei den Greece International. 2024 qualifizierte er sich im Mixed für Olympia, zog aber vor Beginn der Spiele zurück, da er bei drei seiner Aufenthaltsortsangaben unabsichtlich Fehler gemacht hatte und damit eine Strafe riskierte. Gemäß den Anti-Doping-Bestimmungen mussten Athleten in den drei Monaten vor den Olympischen Spielen täglich ihren Aufenthaltsort melden.